# Garmenjak (Pašman)
Garmenjak je nenaseljeni otočić uz zapadnu obalu Pašmana, kod mjesta Mrljane, udaljen oko 100 metara od obale Pašmana.
Njegova površina iznosi 0,058 km². Dužina obalne crte iznosi 0,87 km.